# Gerard David
Gerard David (asi 1460, Oudewater — 13. srpen 1523, Bruggy) byl vlámský malíř, jenž se zaměřoval na výjevy ze života Ježíše Krista.

## Život
Přibližné datum jeho narození bylo odvozeno z autoportrétu (1509), kde vyhlíží jako padesátiletý muž. V letech 1470-1480 pobýval pravděpodobně v Itálii a seznámil se s tamní renesanční malbou. Vyučil se patrně u Alberta van Ouwatera v Haarlemu nebo u Dierica Boutse a roku 1483 se přestěhoval do Brugg (dnes Belgie), kde se v roce 1484 stal členem malířského cechu sv. Lukáše. Roku 1494 byl jmenován hlavním městským malířem na místo zemřelého Hanse Memlinga, roku 1501 děkanem cechu. V roce 1496 se oženil s Cornelií Cnoopovou, dcerou děkana městského cechu zlatníků. V roce 1515 David navštívil Antverpy, kde obdivoval díla Quentina Massyse, jenž ho pak velmi ovlivnil. Jeho asistentem byl Ambrosius Benson, který v dílně vytvořil řadu studií hlav a aktů. Gerard David mu roku 1519 tyto studie zabavil náhradou za peněžní dluh, ale soudní spor s Bensonem prohrál a nakonec skončil ve vězení. Gerard David zemřel 13. srpna 1523 a je pohřben v kostele Onze-Lieve-Vrouwekerk v Bruggách.

## Dílo
Z děl Gerarda Davida se zachovaly převážně obrazy s náboženskými tématy. Charakterizuje je tlumený, hřejivý a jemný kolorit, vzdušná, nadčasová a téměř snová atmosféra a mistrovské zacházení se světlem a stíny. Tradiční náměty řeší inovativně a jako jeden z prvních severských malířů věnuje pozornost krajině, lesním zátiším a detailům stromů (centrální panel triptychu se scénou Křest Krista, 1508). I poměrně malé deskové obrazy Gerarda Davida vynikají pozoruhodnou monumentalitou.
Proslul pozorností, kterou věnoval detailům a zejména obrazy ze života Ježíše Krista, byl však též průkopníkem malby krajin. K jeho nejslavnějším obrazům patří: Cambysův soud, Klanění králů, Marie s dítětem a dvěma anděly hrajícími na hudební nástroje, Oplakávání, Odpočinek na útěku do Egypta, Panna s dítětem a čtyřmi anděly, Panna s dítětem s krupičnou kaší, Svatba v Káni, Svaté ženy a sv. Jan na Golgotě, Ukládání do hrobu, Ukřižování, Narození Páně nebo Zvěstování.

## Galerie

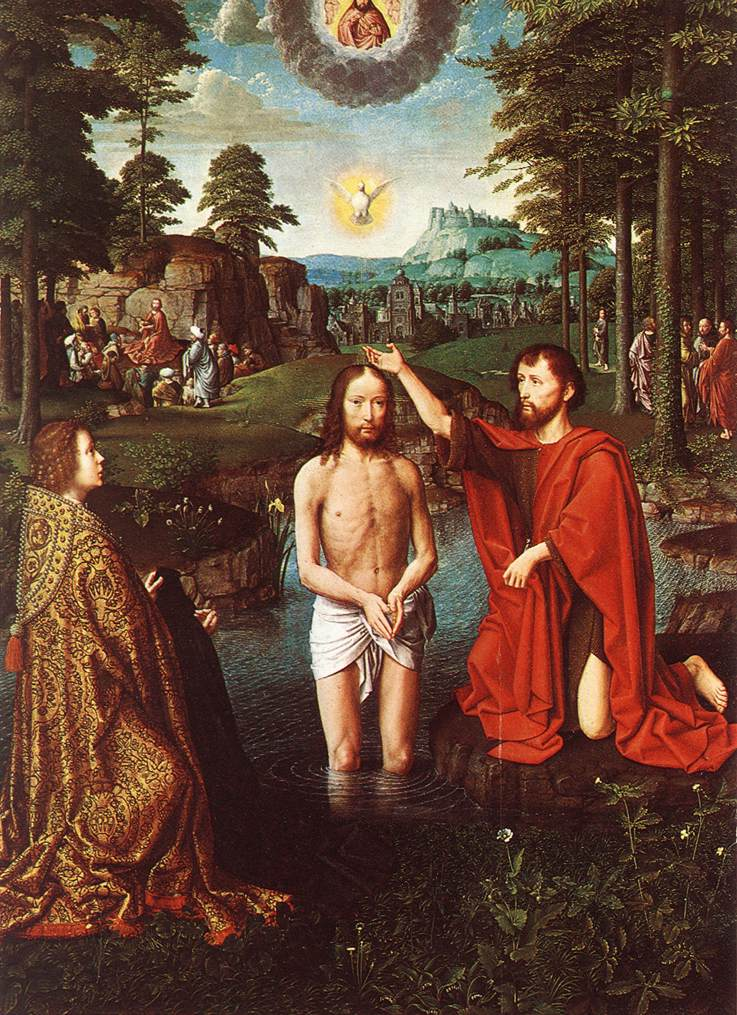
Triptych Jeana des Trompes, Křest Krista
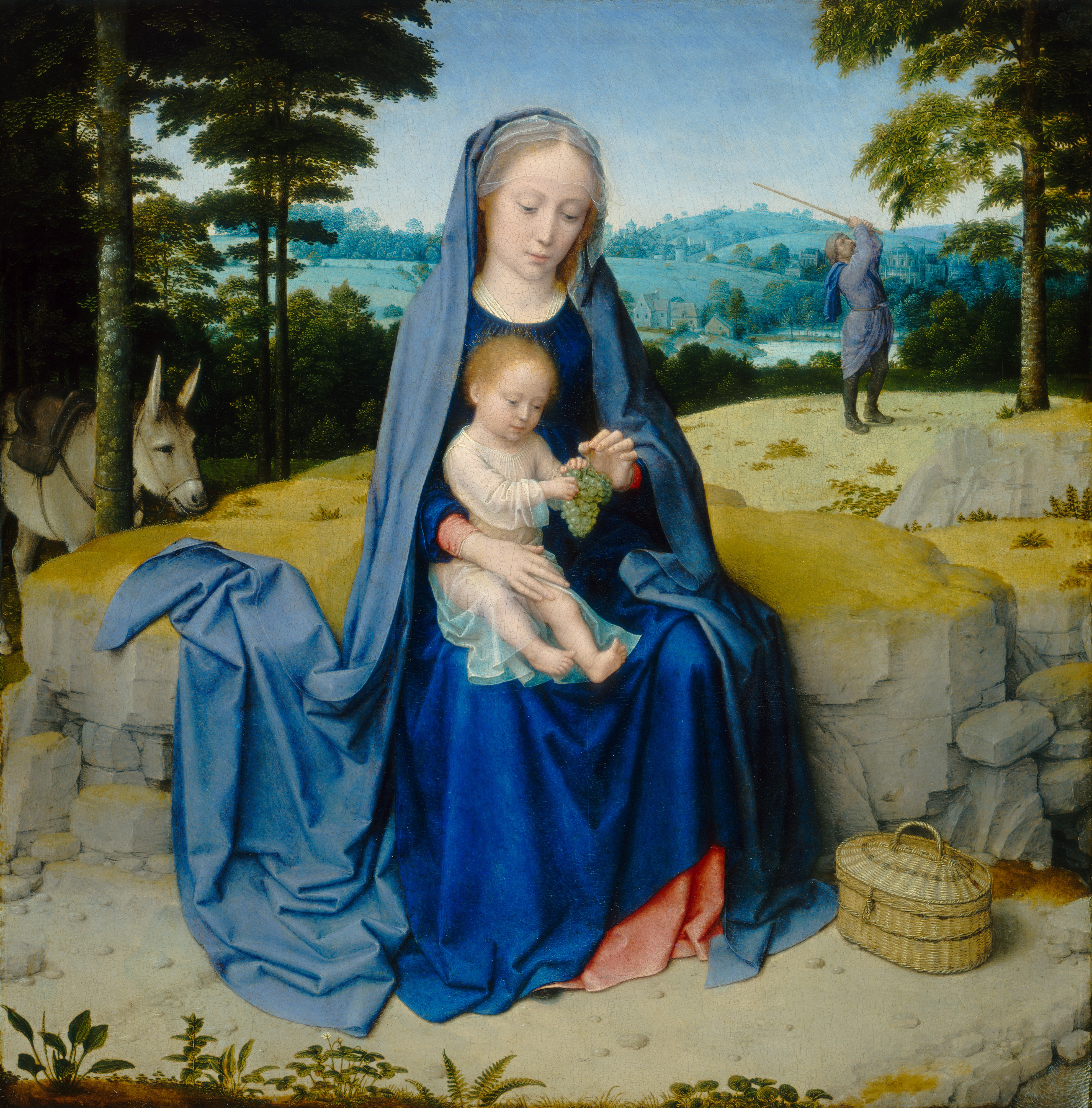
Odpočinek na útěku do Egypta
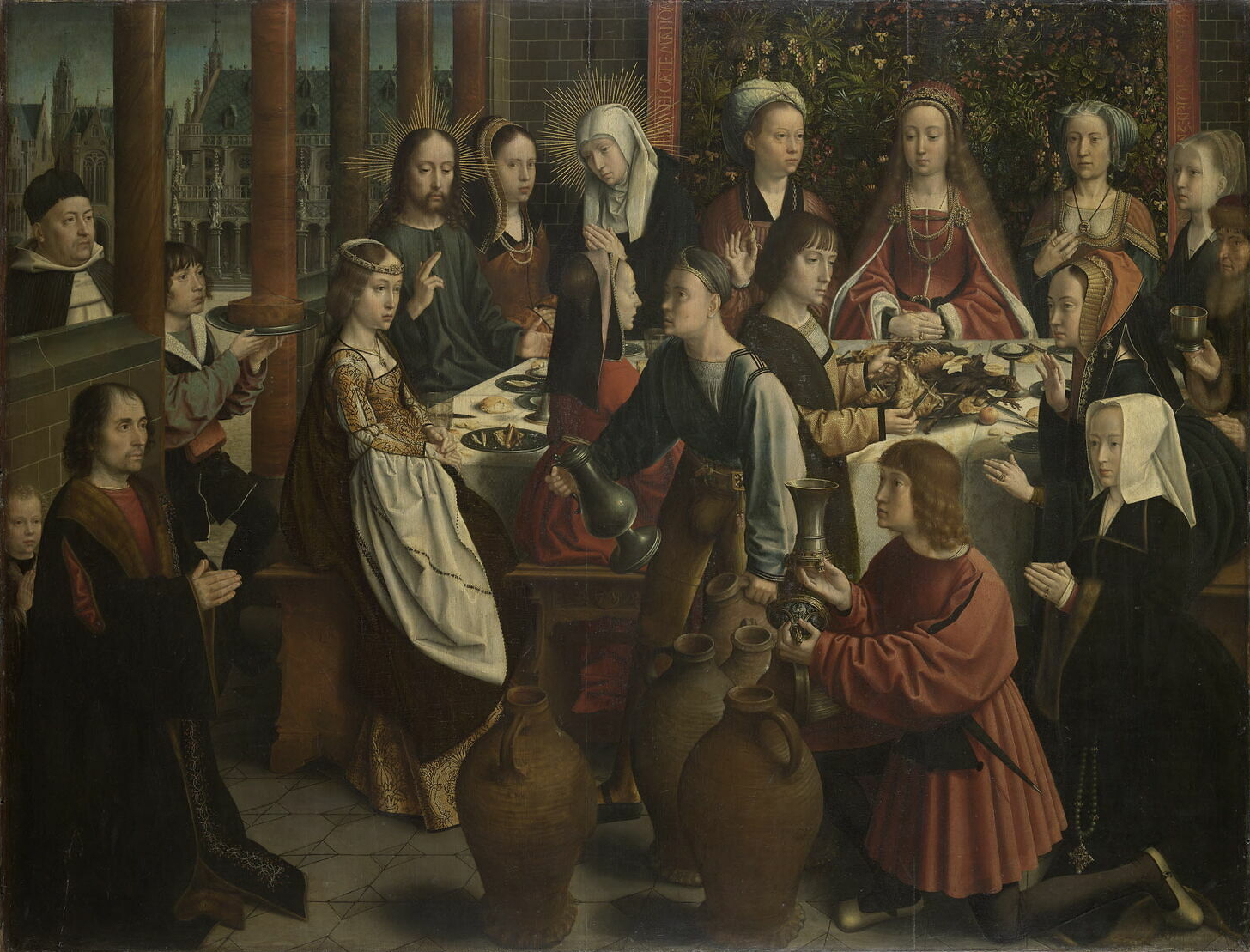
Svatba v Káni
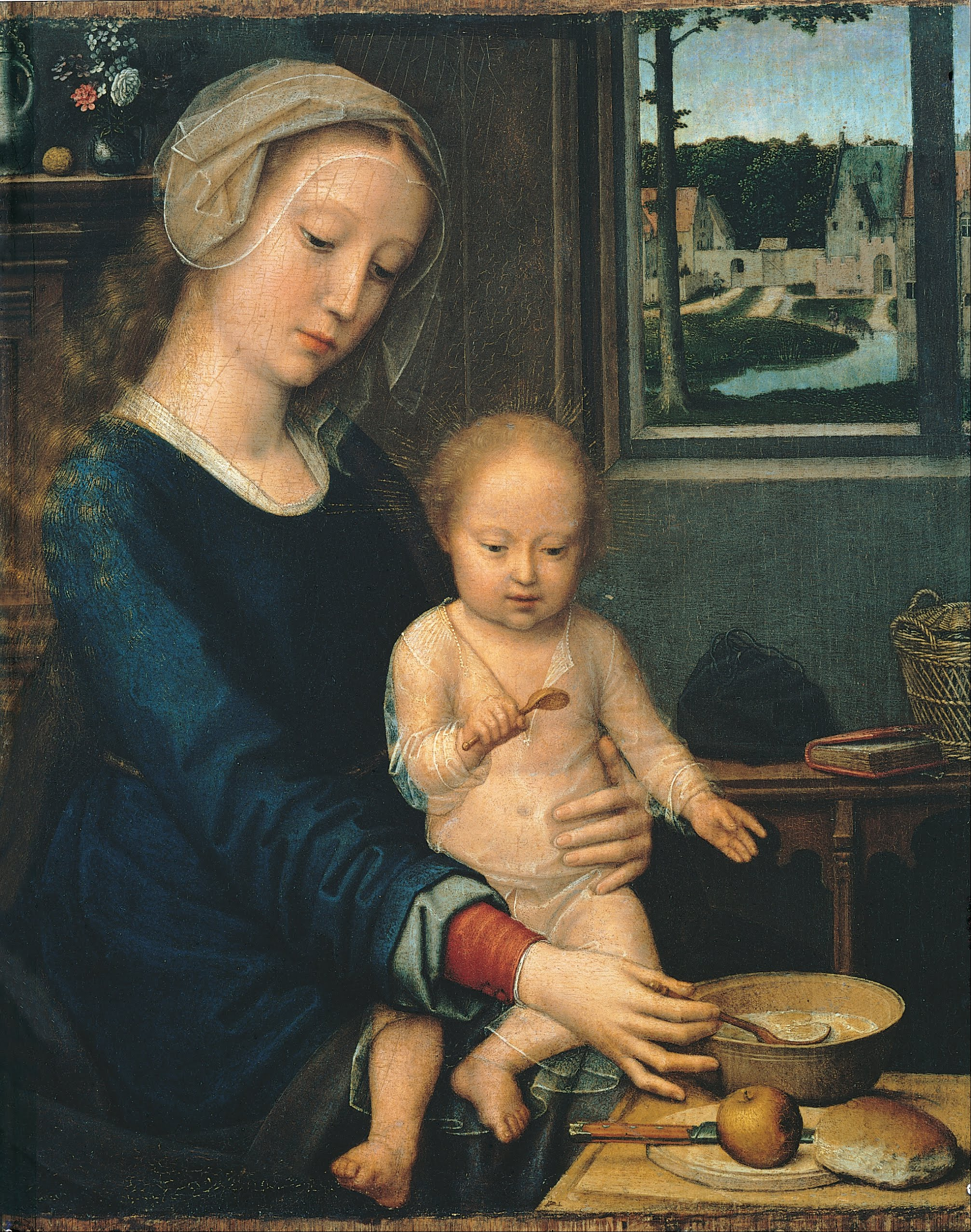
Panna s dítětem s krupičnou kaší
Oplakávání
Panna s dítětem a čtyřmi anděly
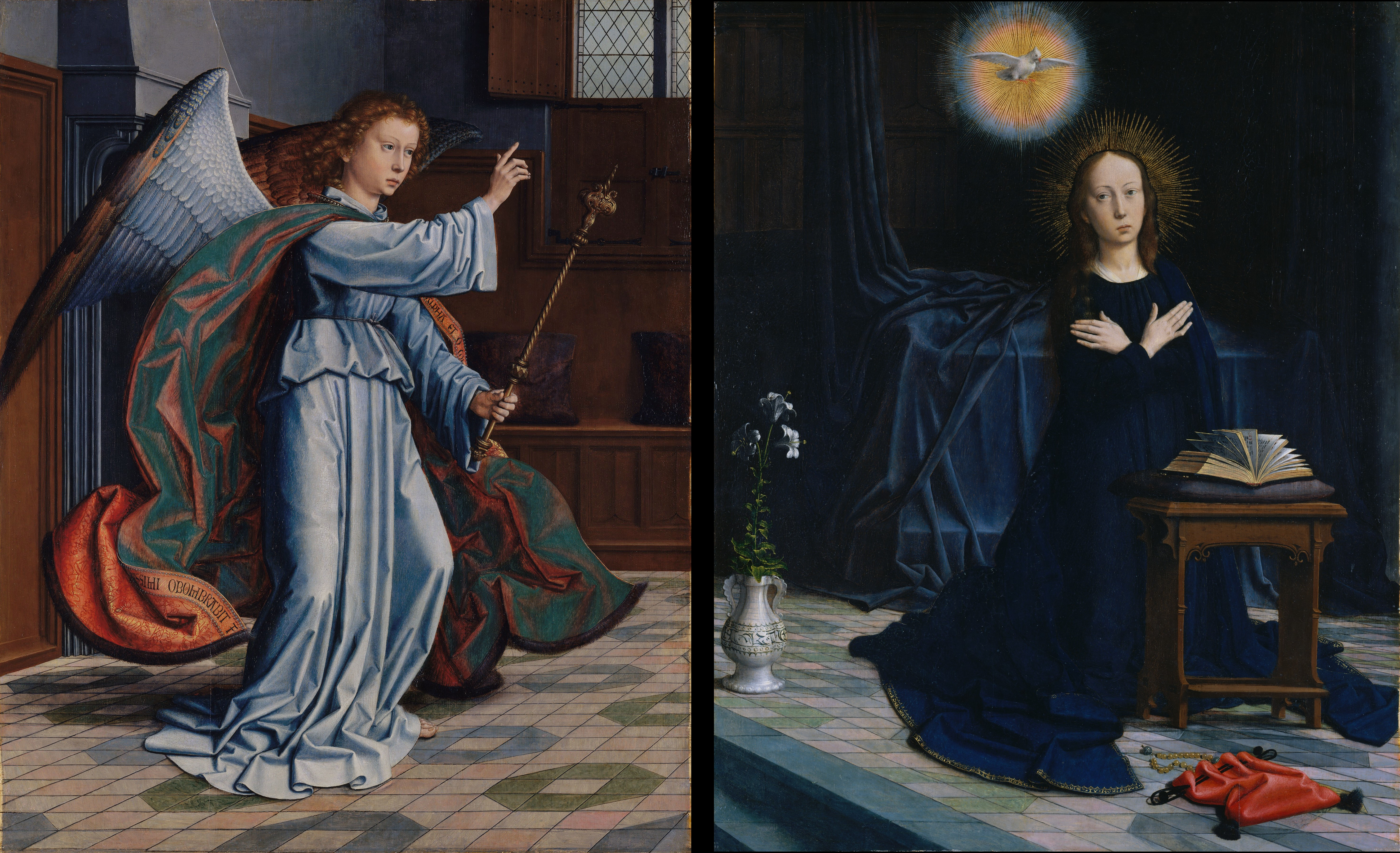
Zvěstování, 1506
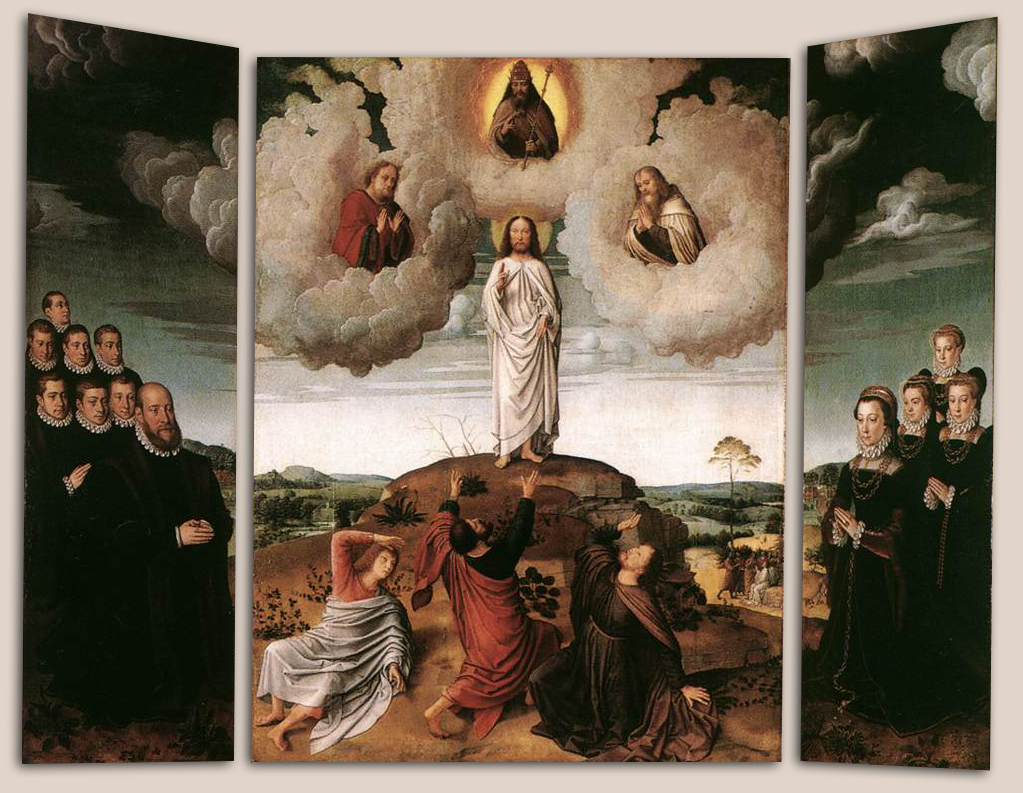
oltář se scénou Zmrtvýchvstání, 1520